# Mistrzostwa Polski kadetek w koszykówce kobiet
Mistrzostwa Polski kadetek w koszykówce kobiet – turniej koszykarski o klubowe mistrzostwo Polski do lat 15. w koszykówce kobiet, rozgrywany cyklicznie, organizowany przez Polski Związek Koszykówki.
W czerwcu 2020 Polski Związek Koszykówki obniżył granicę wieku uczestniczek rozgrywek do lat 15.

## Medalistki
SKS 12 Warszaw
(do uzupełnienia)
| Sezon |                                        |                                   |                                         | MVP turnieju                       |
| U–16  |                                        |                                   |                                         |                                    |
| 1971  |                                        | MKS Czarni Szczecin               |                                         |                                    |
| 1973  |                                        | MKS Czarni Szczecin               |                                         |                                    |
| 1974  | Włókniarz Pabianice                    |                                   |                                         |                                    |
| 1975  |                                        |                                   | Kraków OSM*                             |                                    |
| 1976  | MKS Ogniwo Szczecin                    |                                   |                                         |                                    |
| 1977  | ŁKS Łódź                               | Kraków OSM*                       |                                         |                                    |
| 1981  |                                        | MKS Pabianice                     | ŁKS Łódź                                |                                    |
| 1982  | Szprotavia Szprotawa                   |                                   | SKS Kasprowicz Kutno                    |                                    |
| 1983  |                                        |                                   | Szprotavia Szprotawa                    |                                    |
| 1985  | Korona OSM*                            | ŁKS Łódź                          |                                         |                                    |
| 1986  | Korona OSM*                            | RTS Widzew Łódź                   |                                         |                                    |
| 1987  | MKS MOS Wrocław                        |                                   |                                         |                                    |
| 1988  | MKS MOS Wrocław                        |                                   | RTS Widzew Łódź                         |                                    |
| 1989  | MKS Pabianice                          |                                   |                                         |                                    |
| 1990  | MKS Pabianice                          |                                   |                                         |                                    |
| 1991  | MRKS Włókniarz Pabianice               |                                   |                                         |                                    |
| 1992  |                                        |                                   | Glinik Gorlice                          |                                    |
| 1993  | ZKS Stilon Gorzów Wielkopolski         | MKS Kusy Szczecin                 | KS Unia Swarzędz                        |                                    |
| 1994  | KS Unia Swarzędz                       | RMKS Rybnik                       | Glinik Gorlice                          |                                    |
| 1995  | MKS MOS Wrocław                        |                                   | MMKS Kutno                              |                                    |
| 1996  | MKS MOS Wrocław                        | MKS Pabianice                     |                                         |                                    |
| 1997  | ZKS Stilon Gorzów Wielkopolski         | Glinik Gorlice                    | MKS OSA Zgorzelec                       |                                    |
| 1998  |                                        |                                   | Korona Kraków                           |                                    |
| 1999  | MKS MOS Wrocław                        |                                   | MKS „1” Łódź                            |                                    |
| 2000  |                                        | RTS Widzew Łódź                   | MKS MOS Wrocław                         |                                    |
| 2001  | SKS 12 Warszawa                        | MPKK Sokołów Podlaski             | MKS MOS Wrocław                         |                                    |
| 2002  | MPKK Sokołów Podlaski                  |                                   |                                         |                                    |
| 2003  | Olimpia Poznań                         | Pałac Młodzieży Tarnów            | Clima-GTK Gdynia                        | Agata Rafałowicz (Olimpia)         |
| 2004  | MUKS Poznań                            | MKS OSA Zgorzelec                 |                                         |                                    |
| 2005  | MUKS Poznań                            | MKS Kusy Szczecin                 |                                         |                                    |
| 2006  | MUKS Poznań                            | Korona Kraków                     |                                         |                                    |
| 2007  | MUKS Poznań                            | Orzeł Polkowice                   | Wisła Kraków                            |                                    |
| 2008  | MUKS Poznań                            | ŁKS Łódź                          | AZS UMCS Lublin                         | Ramona Casimiro (MUKS)             |
| 2009  | VBW GTK Gdynia                         | Bryza Kolbudy                     | Szprotavia Szprotawa                    | Kaja Pabisiak (GTK)                |
| 2010  | Enea AZS Poznań                        | Szprotavia Szprotawa              | GTK Gdynia                              |                                    |
| 2011  | UKS Trójka OSiR Żyrardów               | WKK ProBiotics Wrocław            | UKS Huragan Wołomin                     | Angelika Stankiewicz (Żyrardów)    |
| 2012  | JTC Pomarańczarnia MUKS Poznań         | UKS Trójka OSiR Żyrardów          | UKS Huragan Wołomin                     |                                    |
| 2013  | JTC Pomarańczarnia MUKS Poznań         | Cosinus Widzew Łódź               | UKS Bat Kartuzy                         | Zuzanna Puc (MUKS)                 |
| 2014  | UKS Trójka OSiR Żyrardów               | VBW Gdynia                        | MUKS WSG Supravis Bydgoszcz             | Weronika Nowakowska (UKS Żyrardów) |
| 2015  | MKK Sokołów S.A. OSiR Sokołów Podlaski | Wisła CanPack Kraków              | Enea AZS AJP Gorzów Wielkopolski        | Aleksandra Iwaniuk (MKK Sokołów)   |
| 2016  | Cosinus Widzew Łódź                    | MPKK Sokołów SA Sokołów Podlaski  | MKS MOS Elektrotim Ślęza Wrocław        | Aleksandra Iwaniuk (Sokołów)       |
| 2017  | MKS MOS Procom Systems Wrocław         | VBW GTK Gdynia                    | UKS La Basket Warszawa                  | Weronika Hipp (MKS MOS)            |
| 2018  | Enea AZS AJP Gorzów Wielkopolski       | Enea AZS Poznań                   | MPKK Sokołów S.A. OSIR Sokołów Podlaski | Joanna Kobylińska (AZS AJP)        |
| 2019  | AZS AJP Gorzów Wielkopolski            | UKS Bat Kartuzy                   | UKS Lider Swarzędz                      | Maja Kozłowska (AZS AJP Gorzów)    |
| 2020  | Bat Kaszuby Kartuzy                    | MUKS Poznań                       | Szkoła Gortata Politechnika Gdańska     | Agata Makurat (Bat)                |
| U–15  |                                        |                                   |                                         |                                    |
| 2021  | UKS7 MG13 Politechnika Gdańska         | MUKS Poznań                       | Basket 4Ever Ksawerów                   | Łucja Grządziela (Politechnika)    |
| 2022  | Enea AZS Poznań                        | MKS Polkowice                     | UKS Fred Politechnika Gdańsk            | Iga Woźna (Enea)                   |
| 2023  | GTK Gdynia                             | Zagłębie Sosnowiec                | Szkoła Gortata Politechnika Gdańsk      |                                    |
| 2024  | MUKS Poznań                            | 1KS Ślęza BFD Wrocław             | Zagłębie Sosnowiec                      | Lena Koralewska                    |
| 2025  | Basket 4Ever SGP Group Ksawerów        | 1KS Ślęza Roof Renovation Wrocław | KS Trójka Żyrardów                      | Wiktoria Danych (Ksawerów)         |

(*) – OSM: Ogólnopolska Spartakiada Młodzieży

## Składy najlepszych zawodniczek turnieju
| 2008 - Roksana Schmidt (ŁKS) - Agata Dobrowolska (AZS) - Angelika Kowalska (MUKS) - Justyna Owczarek (Huragan) - Ewelina Przewoźnik (MKK OSiR Sokoów Podlaski) | 2014 - Karolina Szydłowska (WKK Wrocław) - Natalia Gwizdała (MUKS WSG Supravis Bydgoszcz) - Dominika Skrocka (VBW GTK Gdynia) - Marta Nitkiewicz (UKS Trójka OSiR Żyrardów) - Julia Niemojewska (UKS Trójka OSiR Żyrardów) | 2015 - Zuzanna Muzyczuk (MKK Sokołów) - Aleksandra Iwaniuk (MKK Sokołów) - Karolina Matkowska (AZS Gorzów) - Alicja Grabska (Wisła) - Magdalena Szkop (MKK Sokołów) |

| 2016 - Aleksandra Zięmborska (Enea AZS Poznań) - Wiktoria Keller (MKS Kusy Szczecin) - Anna Wińkowska (UKS Trójka Żyrardów) - Martyna Leszczyńska (MUKS Widzew Łódź) - Alicja Rogozińska (MKS MOS Elektrotim Ślęza Wrocław) 2021 - Natalia Rutkowska (UKS7 MG13) - Zuzanna Winkel (MUKS) - Bianka Napierała (MUKS) - Julia Koryzna (Ksawerów) - Wiktoria Kaczmarek (UKS Trójka) | 2018 - Aleksandra Kuczyńska (Gorzów) - Weronika Dudek (Gorzów) - Weronika Piechowiak (Poznań) - Olga Jędrzejczak (Poznań) - Natalia Kurach (Sokołów Podlaski) 2022 - Wiktoria Haegenbarth (Poznań) - Julia Rakowska (Polkowice) - Julia Koryzna (Polkowice) - Helena Danielewicz (UKS Fred) - Nina Micek (Sosnowiec) | 2020 - Wiktoria Stasiak (Aleksandrów Łódzki) - Dominika Ullmann (Politechnika Gdańska) - Kornelia Ignerska (MUKS Poznań) - Natalia Juskowiak (MUKS Poznań) - Emily Kalenik (Bat Kaszuby |